# Castillo de Bonilla de la Sierra
El castillo de Bonilla de la Sierra está estrechamente vinculado a la historia de la iglesia abulense, por su carácter de señorío del obispado, que lo utilizó como residencia de verano de sus prelados.

## Historia
El origen del castillo, y del recinto amurallado del que forma parte en su extremo noroeste, parece remontarse al siglo XII, pero es a partir del XIV cuando es objeto de importantes reformas y labores de mantenimiento que se reflejan en distintos escudos conservados, correspondientes a los obispos que emprendían las obras.
En la Baja Edad Media la Iglesia tiene un protagonismo especial en la política castellana, de tal manera que resulta difícil deslindar sus ámbitos de autoridad, los asuntos eclesiásticos de los civiles. El castillo de Bonilla constituye un claro ejemplo de esta  doble vertiente; es por ejemplo sede del Sínodo Episcopal de 4 de julio de 1384, convocado por D. Diego de los Roeles, un siglo más tarde, en 1440 acoge al rey Juan II, obligado  a recurrir al asilo del activo y fiel obispo D. Lope de Barrientos, ante el acoso de los Infantes de Aragón.
Todos los obispos abulenses se relacionan con la villa, como propietarios y como usuarios del castillo, siendo el huésped más relevante, por su importancia en las letras castellanas D. Alonso de Madrigal El Tostado que muere en él (1455). En el residirán los obispos la mitad del año, sobre todo en época estival, si bien, algunos, como el obispo Miguel Fernando Merino fueron criticados por permanecer casi todo su mandato sin salir de Bonilla. El principal impulsor de la fortaleza debió ser el obispo don Sancho Blázquez Dávila (1312-1348) del que sabemos remodeló cerca y palacio, dejando su escudo de armas como muestra de tales edificaciones adintelando las puertas. También existe constancia de las obras llevadas a cabo en el palacio por Diego de Álava (1552) (Libros de fábrica) quien también reparó la puerta del Mirón, que daba salida a la calle de la Pasión. En 1655, Bernardo Atayde de Lima Perera volvió a remodelar la torre y fortaleza, quedando, el palacio, según sus palabras como espléndido edificio; otros prelados como José del Yermo y Santibáñez (1726), y Fray Julián de Gascuña (1793) emprendieron obras importantes, este último, por ejemplo, gastó en el palacio 20.600 reales
Hasta el siglo XIX, en que la Desamortización lo desvincula del obispado, no sólo es vivienda estacional, ya que se habitó durante el traslado -a partir de 1771- del Palacio Episcopal de Ávila, donde lo que hoy constituye la Casa de la Cultura a su emplazamiento actual. Últimamente en manos particulares, se ha emprendido su restauración.

## Arquitectura
Esta fortaleza supone el refuerzo de la defensa de una de las puertas que existieron, hoy desaparecida. En origen al castillo se ingresaba por el lado occidental, protegido por el cubo de la esquina y la torre del homenaje; más tarde, se abrió otra puerta en la esquina suroeste y un acceso en alto en el homenaje, fuera del recinto: Además en la actualidad se conservan las poternas de arco de medio punto, muy restauradas, que se utilizaban en situaciones  de peligro.
La fábrica primitiva data de mediados del siglo XIV, con patio central cuadrado alrededor del cual se distribuyen las estancias, hasta en tres alturas, construidas la mayoría a raíz de la reforma llevada a cabo en el XVI: el porche, la panera formada por tres habitaciones, la torre del homenaje, las caballerizas de ladrillo y adobe, y el llamado patio de los conejos.
La torre del homenaje es la parte mejor conservada, con planta baja de cubierta plana con decoración pictórica en las paredes, segunda planta con bóveda de cañón de ladrillo y arcos fajones que poseen restos de pintura con motivos geométricos y el piso superior prácticamente perdido.
Las pinturas de la planta baja se componen de un zócalo rojo dividido en cuarterones con motivos geométricos y vegetales, a excepción de un caballero con escudo de barras de inspiración mudéjar, y, por encima, escenas: dos mujeres conversando, dos hombres con vestidos típicos del siglo XIV, dos caballeros en un torneo, un centauro tañendo una lira, etc., todo ello limitado a su parte superior por una cenefa de dientes de sierra.